# Tarsometatarsalgelenk

Schema der Fußknochen des Menschen. Die Tarsometatarsalgelenke liegen zwischen den blau dargestellten Fußwurzel- und den gelb dargestellten Mittelfußknochen.

Die Tarsometatarsalgelenke (Articulationes tarsometatarsales, „Fußwurzel-Mittelfuß-Gelenke“, abgekürzt: „TMT I-V“) sind die Gelenke zwischen den Keilbeinen und dem Würfelbein und den Basen der Mittelfußknochen. Es handelt sich um straffe Gelenke (Amphiarthrosen), das heißt, sie lassen nur geringfügige Bewegungen zu. Bei stärkeren Belastungen sind sie an den Kippbewegungen des Fußes (Pronation und Supination) beteiligt. Beim Menschen werden drei Tarsometarsalgelenke unterschieden, deren Gelenkspalte die Lisfranc-Gelenklinie bilden.
Dabei bilden die Keilbeine eine Art queres Gewölbe, in dem die Basis des zweiten Mittelfußknochen als Schlussstein fest verankert ist. Die Basis des zweiten Mittelfußknochens reicht viel weiter nach proximal als die benachbarten Mittelfußknochen und ist besonders über das Lisfranc-Band fest mit dem medialen Keilbein verbunden. Basisnah sind einige Mittelfußknochen über intermetatarsale Gelenke verbunden, die teilweise in direktem Kontakt mit den Tarsometatarsalgelenken stehen.
Bei Vögeln sind keine Tarsometatarsalgelenke angelegt, hier sind die entsprechenden Knochen zum Tarsometatarsus verschmolzen.

## Einzelgelenke
Das innenseitige (mediale) Tarsometatarsalgelenk wird vom inneren Keilbein (Os cuneiforme mediale) und dem ersten Mittelfußknochen gebildet. Im mittleren Tarsometatarsalgelenk stehen das mittlere und äußere Keilbein (Os cuneiforme intermedium und laterale) mit den Basen des zweiten und dritten Mittelfußknochen in Verbindung. Das äußere (laterale) Tarsometatarsalgelenk wird vom Würfelbein und dem vierten und fünften Mittelfußknochen gebildet.
Die drei Gelenke haben jeweils eine eigene Gelenkkapsel und sind durch Zwischenknochenbänder (Ligamenta interossea) voneinander getrennt. Die Gelenkhöhlen des mittleren und äußeren Tarsometatarsalgelenks stehen mit denen der angrenzenden Intermetatarsalgelenke in Verbindung.

## Klinik

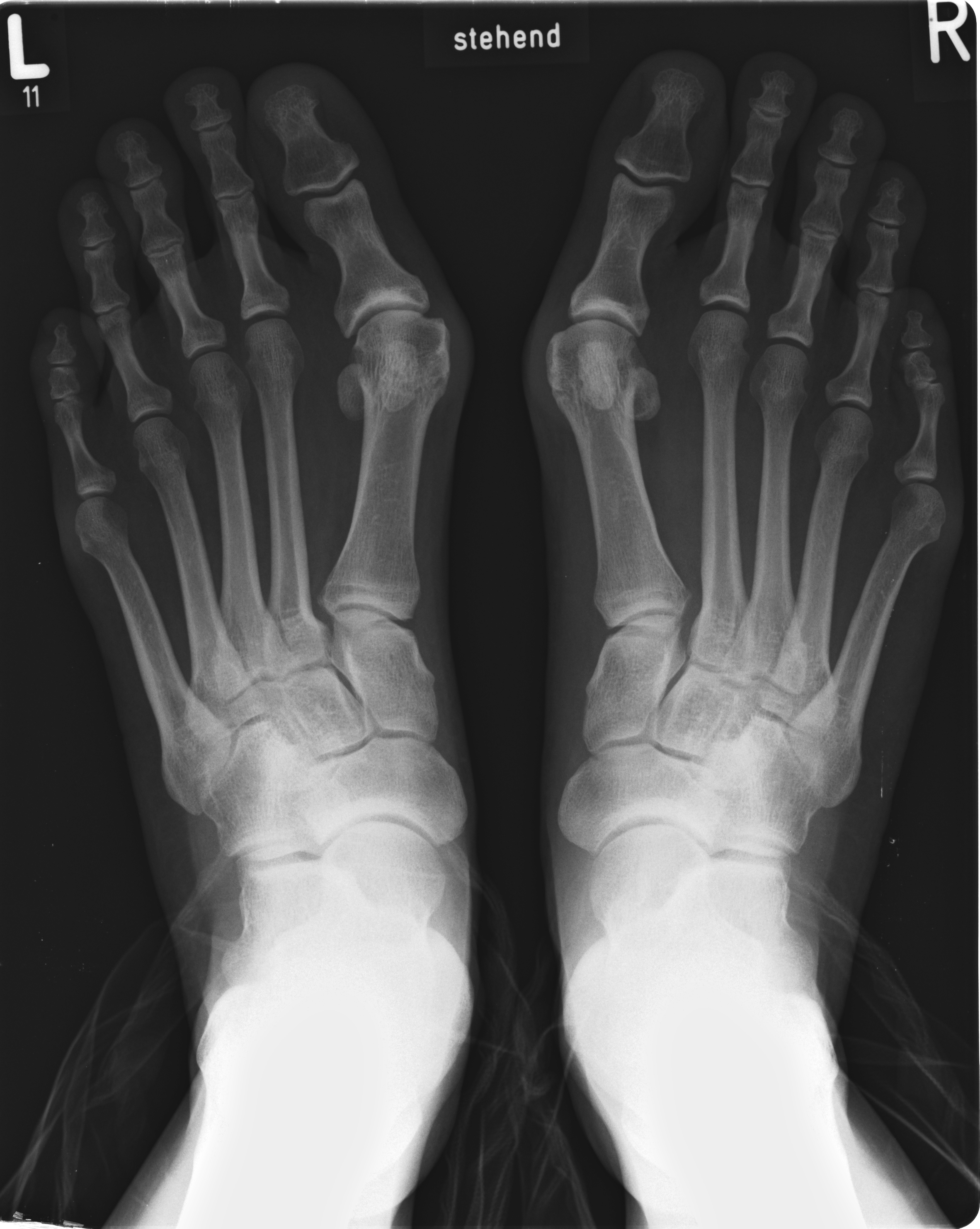
Hallux valgus mit deutlich sichtbarer Abknickung des ersten Mittelfußknochens nach innen

Bei einer Hallux-valgus-Fehlstellung kommt es im ersten Tarsometatarsalgelenk zu einer medialen Abduktion zum Fußinnenrand und einer Varus-Fehlstellung des ersten Mittelfußknochens (Metatarsus primus varus). Entsprechend setzen einige Operationsverfahren zur Korrektur des Hallux valgus an diesem ersten Tarsometatarsalgelenk an, besonders die Lapidus-Arthrodese als korrigierende Versteifung des Gelenks.
Eine Lisfranc-Luxation ist eine schwere, aber seltene Fußverletzung, in den USA beträgt die Inzidenz 2 pro 100.000 Einwohner pro Jahr. Dabei kann es zu begleitenden Frakturen besonders des zweiten Mittelfußknochens kommen. Bei Fußballern besteht ein erhöhtes Risiko.
Im Rahmen eines Diabetischen Fußsyndroms oder einer Neuro-Arthropathie kann es bei Typ II nach Sanders und Frykberg zu einer Zerstörung des Lisfranc-Gelenkes kommen.
Die Lisfranc-Gelenklinie kann zur Amputation des Vorfußes genutzt werden.